# Fazekas Mária
Fazekas Mária (Budapest, 1975. augusztus 2. –) Európa-bajnok magyar asztaliteniszező, olimpikon.

## Sportpályafutása
A Statisztikában kezdett asztaliteniszezni kilenc évesen. Az 1990-es serdülő Eb-n csapatban második, egyéniben harmadik lett. Párosban (Herczig Judit) a nyolc között esett ki. Az 1992-es ifjúsági Eb-n egyesben a nyolc között esett ki. Csapatban hetedik, párosban (Gárdos Krisztián) harmadik lett. 1993 januárjában megnyerte az ifjúsági Európa 12 versenyt. Az 1993-as világbajnokságon egyesben és párosban nevezte volna a magyar szövetség, de az ifjúsági Eb felkészülése miatt nem indult. Az ifi Eb-n csapatban első, párosban második (Molnár Zita) lett, egyesben a nyolcaddöntőben, vegyes párosban (Hakansson, svéd) a negyeddöntőben kikapott. Az 1994-es Európa-bajnokságon csapatban bronzérmet nyert. Egyesben az első fordulóban, párosban (Éllő Vivien) a 16, vegyes párosban (Németh Károly) a 64 között esett ki. 1995-ben első alkalommal lett klubjával BEK-győztes. 1995 nyarán az Orosházi MTK versenyzője lett. 1996-ban az Európa-bajnokságon csapatban második volt, egyesben a 64, párosban (Molnár Zita) a 32, vegyes párosban (Schlager) a 16 között búcsúzott. Egy év után visszakerült a Statisztikába.
1997-ben és 1998-ban a BEK döntőjéig jutott a Statisztikával. Az 1998-as Eb-n csapatban ismét ezüstérmes lett. Egyesben és vegyes párosban (Lindner Ádám) a 64-ig, párosban (Braun Éva) a 32-ig jutott. 1999-ben másodszor nyerte meg a BEK-et. A világbajnokságon egyesben és vegyes párosban (Marsi Márton) a 64, párosban (Molnár Z.) a 32 között esett ki. 1999 végén bejutott a világranglista legjobb száz játékosa közé. Decemberben Éllővel olimpiai selejtezőn indult párosban, de nem jutottak kvótához. A 2000-es csapat-világbajnokságon kilencedik helyen végzett. Ebben az évben megvédte a BEK elsőségét a Statisztikával. Az Európa-bajnokságon csapatban első lett. Egyéniben a 32-ig, párosban (Éllő) és vegyes párosban (Fazekas Péter) a 16-ig jutott. 
A 2001-es vb-n nem szerepelt a csapatversenyben. Egyesben és vegyes párosban (Marsi) a 128 között, párosban (Éllő) a 32 között fejezte be a versenyt. A Statisztikával ismét megnyerte a BEK-et, és harmadik lett a klubcsapat-világbajnokságon. Novemberben megnyerte a magyar TOP 12 versenyt. 2002-es Európa-bajnokságon csapatban bronzérmet szerzett. Egyesben és vegyes párosban (Fazekas P.) a 32-ig, párosban (Lovas Petra) a 16-ig jutott. A magyar TOP 12-n megvédte az előző évi címét. A 2003-as országos bajnokságon egyesben és párosban is győzött. Az Európa-bajnokságban csapatban a dobogó harmadik fokára állhatott. Egyesben a 32, párosban (Molnár Zita) a 16, vegyes párosban (Fazekas P.) a 128 között fejezte be a versenyt. A világbajnokságon egyesben és vegyes párosban (Fazekas P.) a legjobb 64-ig, párosban (Molnár) a 32-ig jutott. Szeptemberben sorozatban harmadszor is megnyerte a magyar TOP 12 versenyt. A novemberi luxembourgi selejtezőn kivívta az olimpiai szereplés lehetőségét. A 2004-es csapat-világbajnokságon nyolcadik helyen végzett. 2004-ben ismét egyéni magyar bajnokságot nyert. Az áprilisi páros olimpiai selejtezőn Molnár Zitával nem tudott kvótát szerezni. Júniusban a chilei Pro Tour versenyen második lett. Az olimpián a második fordulóban kiesett. Októberben a lengyelországi Pro Tour versenyen második helyezést ért el. A november elején kiadott világranglistán a 42. helyre sorolták.
2005-ben egyesben és párosban is magyar bajnokságot nyert. Az Európa-bajnokságon a csapatban ötödik volt. Egyesben a 16, párosban (Póta) a 8, vegyes párosban (Jakab János) a 64 között fejezte be az Eb-t. A világbajnokságon egyesben a 128-ig, párosban (Póta) a 64-ig, vegyes párosban (Jakab) a 32-ig jutott. 2005 augusztusában bejelentette, hogy derék problémái miatt lemondja a válogatottságot. 2006-ban egyesben és párosban is bronzérmes volt az ob-n. 2007-ben térdműtéten esett át. 2008 májusában a Statisztika bejelentette, hogy nem indít felnőtt csapatot. Fazekas a Budaörsi SC játékosa lett. 2009-ben újra magyar bajnokságot nyert egyesben. 2009-től 2013-ig a németországi Saarlouis-Fraulautern versenyzője volt. 2013-tól ismét a Budaörs színeiben szerepelt. 2014 augusztusától a lányok serdülő korosztályának szövetségi kapitánya lett. A Budaörssel 2015-ben magyar csapatbajnokságot nyert. 2020 januárjában Póta Georgina bejelentette, hogy orvosi tanácsra nem tudja vállalni a játékot a csapat olimpiai selejtező versenyen. Helyére Bátorfi Zoltán kapitány Fazekast hívta be a keretbe, aki tizenöt év után lett ismét válogatott. Két héttel később olimpiai indulási jogot szerzett a magyar csapat. A halasztott olimpiára Póta visszatért a válogatottba és Fazekast csak a csapat tartalékjaként nevezték. A csapatversenyek előtt Póta könyöksérülése miatt Fazekas került a csapatba. Japán az első fordulóban 3-0-s eredménnyel ejtette ki a magyar csapatot, Fazekas Pergel Szandrával párosban lépett asztalhoz.

## Eredményei
- Európa-bajnok (csapat: 2000)
- magyar bajnok (egyes: 2003, 2004, 2005, 2009 női páros: 2002, 2003, 2005)
- magyar Top 12-győztes (2001, 2002, 2003)
- ifjúsági Európa-bajnok (1993)